# Герта (футбольный клуб, Берлин)
«Ге́рта» (нем. Hertha, Berliner Sport-Club e.V.) — немецкий профессиональный футбольный клуб из города Берлин, выступающий во Второй Бундеслиге. Основан в 1892 году, является одним из самых старых футбольных клубов своей страны. Двукратный чемпион Германии. Домашние матчи проводит на Олимпийском стадионе, вмещающем 74 475 зрителей.

## История

### Основание (1892—1901)

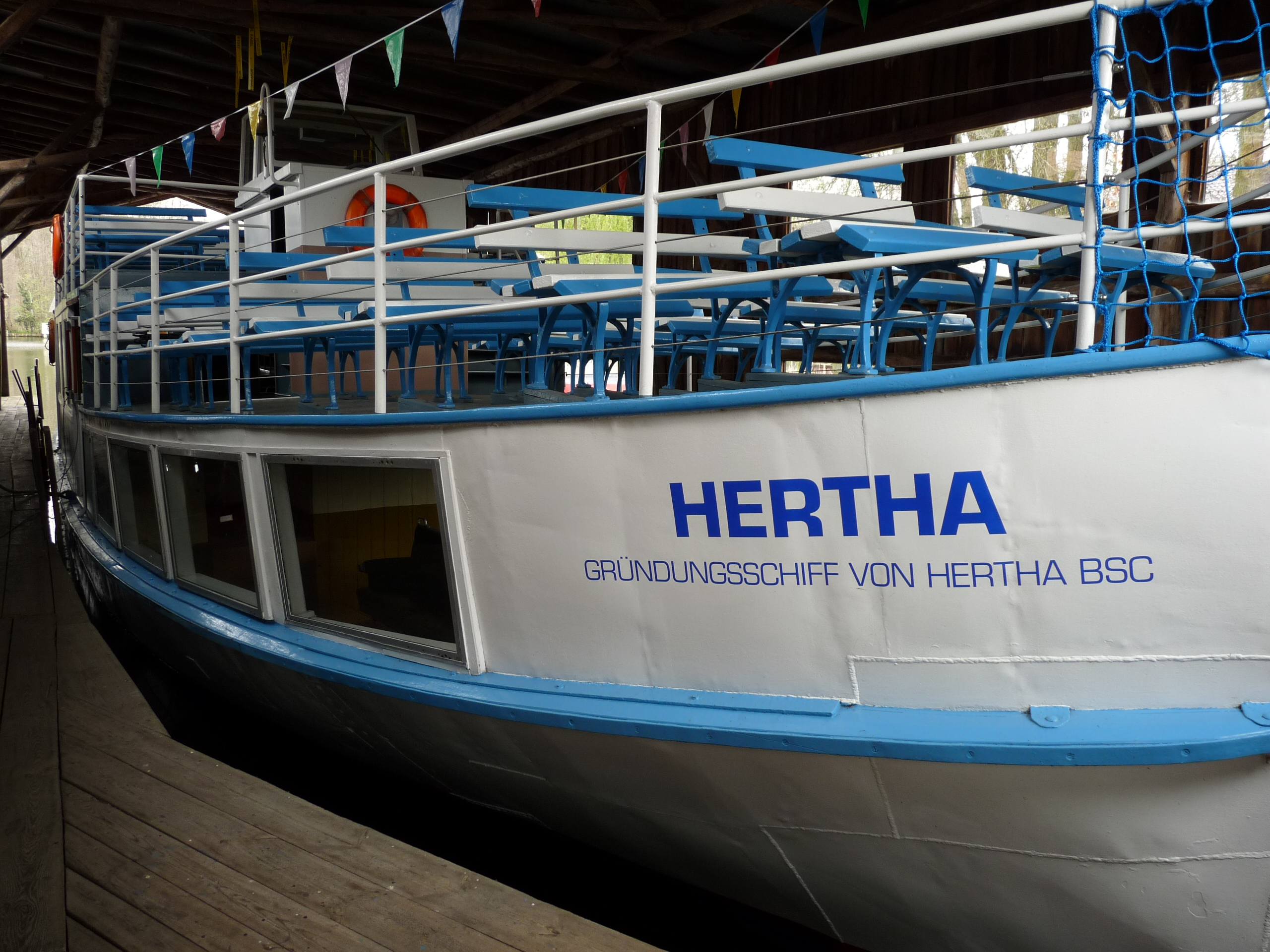
Пароход «Герта»

Футбольный клуб «Герта» был основан 25 июля 1892 года группой молодых людей, а именно: Фрицем и Максом Линднерами, Отто и Вилли Лоренцами. Основывая клуб, компания долго не могла прийти к какому либо названию, пока Фриц Линднер не вспомнил свою поездку с отцом на пароходе «Герта». Его друзьям понравилось это название, и после недолгих рассуждений появился клуб — «БФК Герта 92». За клубные цвета друзья решили взять бело-голубые полосы на трубе парохода, который существует и по сей день. Само слово «Герта» — это вариация имени Нерта (лат. Nerthus), богини плодородия в древнегерманской мифологии (Мать-земля). Так в названии клуба объединились море (в виде парохода) и суша. Но чего друзья предвидеть не могли, так это того, что из-за такого выбора, через годы, у их клуба появится прозвище аналогичное «ювентусовскому» — старая дама Die Alte Dame.
Так как Линднеру и его друзья было по 16 и 17 лет соответственно, председателем новой команды стал Эрнст Виш, дядя Линднеров. Изначально «Герта» сыграла несколько игр, и базировалась в берлинском районе Пренцлауэр-Берг, откуда была родом компания основателей. Однако вскоре, из-за центральной роли последних, и отсутствия успехов, компания основателей осталась в одиночестве. Судьбу «Герты» решил раскол в рядах «Алемании 90», большая часть учеников которой, вошла в «Герту». Так количество футболистов в команде возросло до 22-х.
13 февраля 1894 года «Герта» стала одним из основателей футбольной лиги Берлина, однако клуб вскоре спровоцировал свою дисквалификацию, чтобы вступить в «немецкую федерацию футбола и крикета» 27 ноября 1894 года. Эта организация проводила двухструктурный чемпионат, ко второму дивизиону которого в сезоне 1895/96 и присоединились берлинцы. «Герта» быстро квалифицировалась в первый дивизион, но с годами дела федерации пошли на спад. Сначала был ликвидирован второй дивизион, после чего количество действующих команд сократилось до 5-ти. 27 октября 1900 года «Герта» вышла из федерации, и пыталась вступить в «немецкую футбольную ассоциацию», что удалось далеко не сразу.

### Первые успехи (1901—1933)

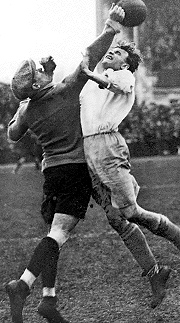
Один из лучших футболистов золотой эры «Герты» — Ханне Собек (справа)

Своего первого успеха молодая берлинская команда добилась в 1906 году, победив в чемпионате Берлина. В 1910 году, в эру доминации английского футбола, «Герта» выиграла товарищеский матч у английского «Саутенд Юнайтед». Данная победа быстро сделала имя берлинцам, так как ни одна команда из континентальной Европы, на тот момент, не могла похвастаться победой над английской профессиональной командой. Однако хорошо играющая «Герта», не могла похвастать тем же, касательно своего финансового статуса. Всё изменилось 7 августа 1923 года, когда «Герта» пошла на слияние с состоятельным «Берлинером». С тех пор, и по сей день клуб носит приставку BSC, являющимся отсылкой к полному имени «Берлинера» — Berliner Sport-Club.
Существенно поправив своё финансовое положение, «Герта» открывает стадион «Гесундбруннен» и включается в борьбу за чемпионство Германии. Своего первого чемпионства «Герта» добилась 22 июня 1930 года, обыграв в сложном матче «Хольштайн Киль» со счётом 5:4. В это время клуб терзал внутренний раскол из-за желания «Берлинера» аннулировать слияние команд. Уладить вопрос удалось выплатой компенсации в 73000 рейхсмарок. Так «Герта» сохранила за собой приставку «BSC» и новый стадион. 14 июня 1931 года победа над «Мюнхеном 1860» принесла берлинцам второе чемпионство. Всего за период с 1926 по 1931 год, самый успешный в истории команды, «Герта» 6 раз достигала финальной игры чемпионата, однако выиграла его только дважды. Этот успех сделал «Герту» одним из самых успешных немецких клубов своего времени.

### Времена Третьего Рейха (1933—1945)
С приходом к власти нацистов, на пост президента клуба был привлечён член правящей партии, Ганс Пфайфер. Что было частым явлением по тем временам. Он находил прежние методы управления и уклад жизни клуба неприемлемыми, и активно насаживал национал-социализм внутри «Герты».
В то время чемпионат Германии был реформирован, и разделён на ряд региональных лиг, в одной из которых, гаулиге Берлин-Бранденбург, и играла «Герта». В этом чемпионате берлинцы демонстрировали хороший футбол, регулярно заканчивая сезоны если не победой, то высокими местами.

### Послевоенный период (1945—1963)
По завершении войны «Герта», как и многие другие футбольные клубы был распущен союзниками. Однако клуб продолжил свою жизнь, и временно взял себе имя своей арены — «Гезундбруннен». Это была эпоха «городских» команд, и со временем, во всех зонах города их было около 45. 1 августа 1949 года «Герте» удалось вернуть своё имя, однако о какой-либо структуризации немецкого футбола пока не могло быть и речи. Многие клубы потеряли футболистов, поля лежали в руинах. «Герта» была одной из немногих команд в Германии, что в целом, могла играть уже в 1946 году.
По мере восстановления спортивной жизни города, «Герта» стала одним из основателей оберлиги Берлина. Спорт был одной из немногих вещей ещё как-то сближающих вчерашних союзников. В конце концов напряжение между ними достигло предела, а политика сыграла решающую роль в жизни многих футболистов вроде 26-летнего Клауса Таубе, форварда «Герты», который по пути на игру с «Вакер 04» обнаружил появившуюся за ночь Берлинскую стену и восточногерманских пограничников. Из-за связей с «западом», о какой-либо карьере в ГДР таким футболистам можно было даже не мечтать.
Хаос, внесённый разделением города серьёзно ударил как по «Герте», так и по другим берлинским клубам западной части Берлина. Восточноберлинским клубам было запрещено играть с командами вроде «Герты», из-за чего оберлигу Берлина ждало преобразование. Болельщикам «Герты» с восточной части города приходилось слушать матчи своей команды через Берлинскую стену, так как, по иронии, стадион «Гезундбруннен» граничил с её центральной частью .

### Старт в Бундеслиге и вылет из неё (1963—1969)

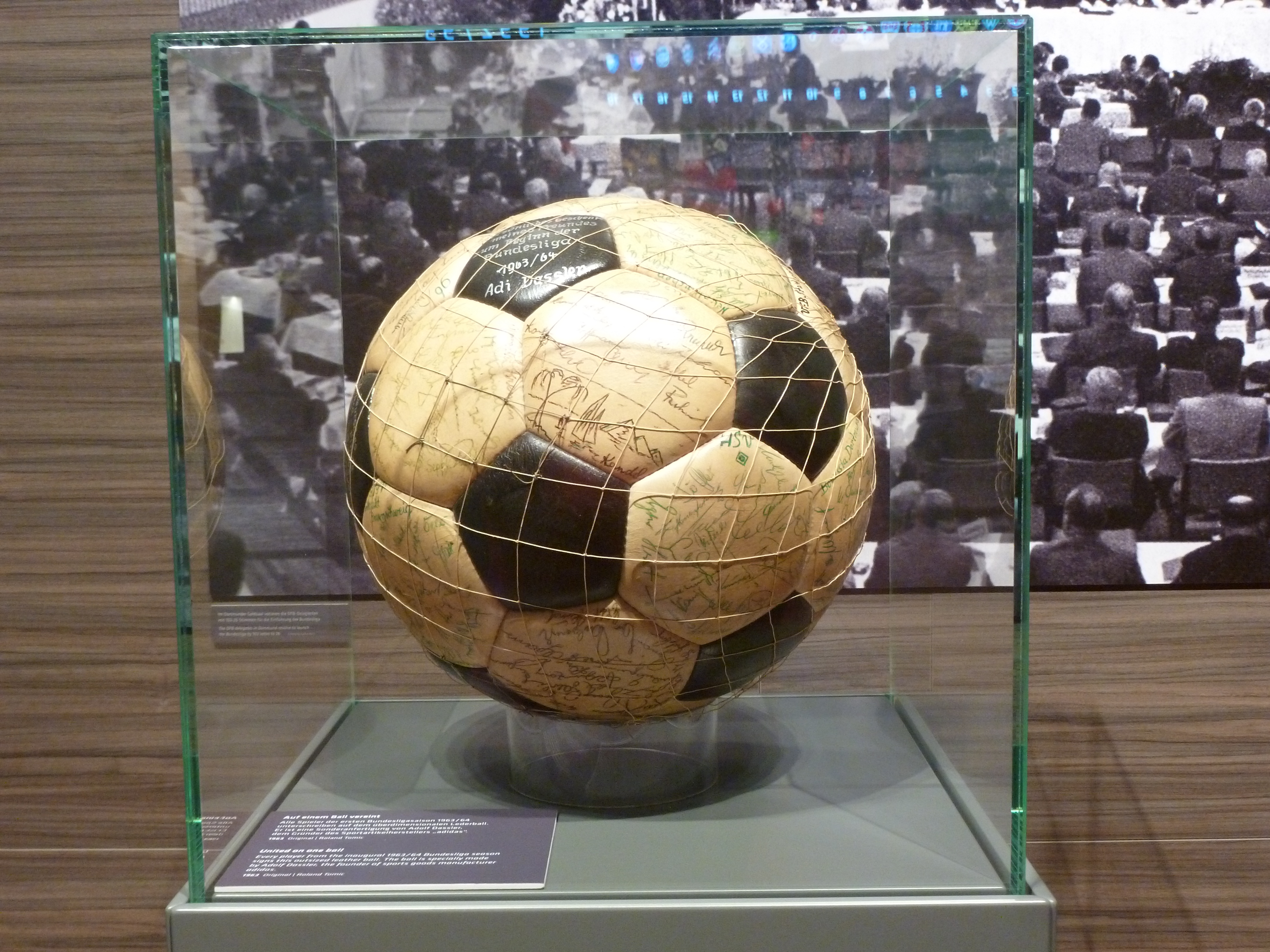
Мяч с подписями всех футболистов первого сезона Бундеслиги.

Во время формирования Бундеслиги, в 1963 году, «Герта» была лучшим клубом Западного Берлина и поэтому автоматически получила право участвовать в новом соревновании. В первом своём сезоне в Бундеслиге, «Герта» показала себя крепким середняком, но уже на следующий сезон её настигло понижение в классе из-за попытки подкупа игроков, а также по неким политическим мотивам. Многие люди всё равно желали видеть в Бундеслиге команду из Берлина и поэтому на следующий сезон в Бундеслиге обосновалась команда «Тасмания 1900», которая в том же сезоне установила главный антирекорд Бундеслиги, выиграв всего два матча, четыре раза сыграв вничью и проиграв двадцать восемь раз при разнице мячей 15:108. После такого крупного провала берлинцы стали пытаться найти способ вернуть в главную лигу страны «Герту» и в сезоне 1968/1969 им это удалось.

### Взлёты и падения (1969—1996)

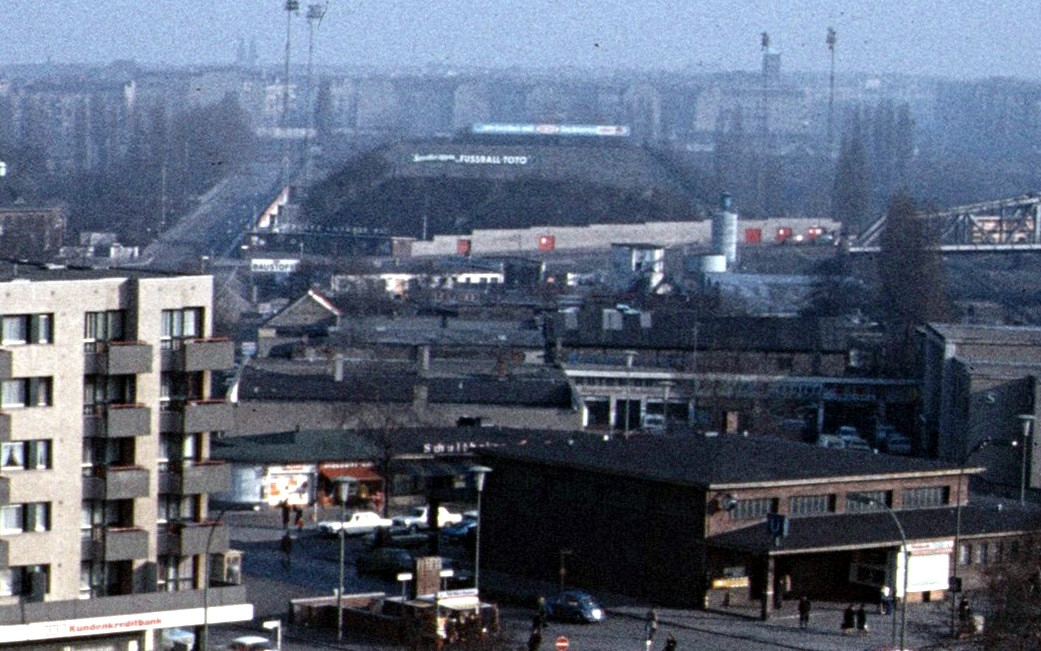
Стадион «Гезундбруннен» на фоне Берлинской стены незадолго до её сноса

Вскоре, в 1971 году, клуб попал в финансовые неприятности — образовалась задолженность на сумму 6 млн марок. Берлинцы нашли выход из этого положения путём продажи земли, на которой стоял стадион «Гезундбруннен».
В 1970-х годах «Герта» прочно закрепляется в Первой Бундеслиге. В сезоне 1974/75 берлинцы занимают второе место после мёнхенгладбахской «Боруссии», а в 1978 году − третье. В 1977-ом и 1979 годах команда выходила в финал Кубка Германии, в том же 1979 году − в полуфинал Кубка УЕФА.
Однако после большого успеха последовал серьёзный спад, пик которого попал на сезон 1979/80, когда «Герта» вылетела во Вторую Бундеслигу. Вернутся в элиту «Герта» смогла только в сезоне 1990/1991, после чего снова опустилась во Вторую Бундеслигу.
С падением Берлинской стены «Герта» быстро начала набирать популярность в Восточном Берлине. Всего лишь на второй день падения стены, более 11000 восточных немцев пришли поддержать команду на «Олимпиаштадион». На фоне объединения страны усилилась дружба болельщиков «Герты» с болельщиками восточноберлинского «Униона», а сам товарищеский матч между самими сильными командами города привлёк более 50 000 зрителей.
В 1993 году, когда основная команда «Герты» демонстрировала далеко не самую яркую игру во Второй Бундеслиге, её дубль сенсационно проходит в финал Кубка Германии, однако минимально уступает трофей «Байеру».

### Возвращение в Бундеслигу (с 1996 года)

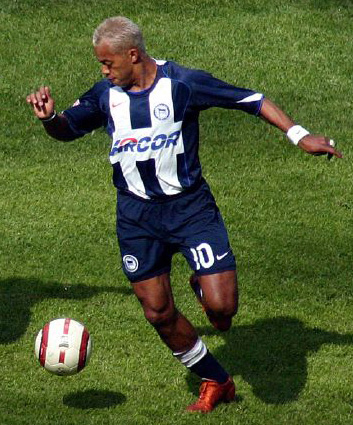
Марселиньо в составе «Герты»

В 1997 году «Герта» вновь вернулась в Бундеслигу, тем самым начав долгий период стабильных выступлений в Бундеслиге. Этот период ознаменовался серьёзными преобразованиями в руководстве клуба, что обеспечило рост, и стабильность «Герты» в будущем. В 1999 году клуб подписывает Себастьяна Дайслера и бразильца Марселиньо. «Герта» активно начинает вкладывать средства на развитие своей академии, со временем выпустившей ряд известных игроков Бундеслиги. В 2001 и 2002 годах «Герта» завоевала Кубок Лиги. В 2006 году команда смогла выиграть Кубок Интертото. В сезоне 2008/2009 «Герта» заняла 4-е место и получила право выступать в еврокубках, но через год опять вылетела во Вторую Бундеслигу.
Сезон 2011/2012 берлинцы отыграли в Первой Бундеслиге, однако проиграли по сумме двух стыковых матчей с дюссельдорфской «Фортуной» (1:2 в Берлине и 2:2 в Дюссельдорфе)., и снова отправились во Вторую Бундеслигу. В том сезоне команда заняла 16-е место, хотя какое-то время боролась за место в середине таблицы. Согласно регламенту Бундеслиги, это предусматривает 2 стыковых матча с 3-й командой 2-й Бундеслиги. Во время второго матча фанаты «Красных», опьянённые успехом любимой команды, за 2 минуты до конца матча выбежали на поле. Впрочем, это ничего не решало — берлинские футболисты проиграли с общим счётом 3:4, и «Герта» во второй раз вылетела во Вторую Бундеслигу. Команда подала иск в спортивный арбитражный суд во Франкфурте-на-Майне, однако суд отклонил протест на результат второго стыкового матча с «Фортуной», выбившей столичную команду. Согласно сообщению прессы, 21 мая 2012 года председательствующий судья Ханс Лоренц назвал доводы берлинцев необоснованными и отклонил иск. 18 мая 2012 года новым главным тренером берлинцев был назначен голландский специалист Йос Лухукай.
Сезон 2012/2013 во Второй Бундеслиге оказался удачным для берлинцев. Команда сыграла 34 матча, одержав в них 22 победы, 10 раз сыграла в ничью и только два раза потерпела поражение. Разница забитых и пропущенных мячей была 65-28, что являлось лучшей атакой и лучшей обороной того сезона. Набрав таким образом 76 очков, «Герта» безоговорочно выиграла Вторую Бундеслигу, опередив своего ближайшего конкурента «Айнтрахт» из Брауншвейга на 9 очков.
Первую половину сезона 2013/2014 «Герта» провела крайне удачно для себя. Перед зимним перерывом команда находилась в зоне еврокубков, занимая 6-е место, а также нанесла болезненное поражение на выезде дортмундской «Боруссии» со счётом 2:1, однако сохранить набранный темп команде не удалось. Серьёзно сбавив обороты «Герта» завершила сезон лишь на 11-м месте.

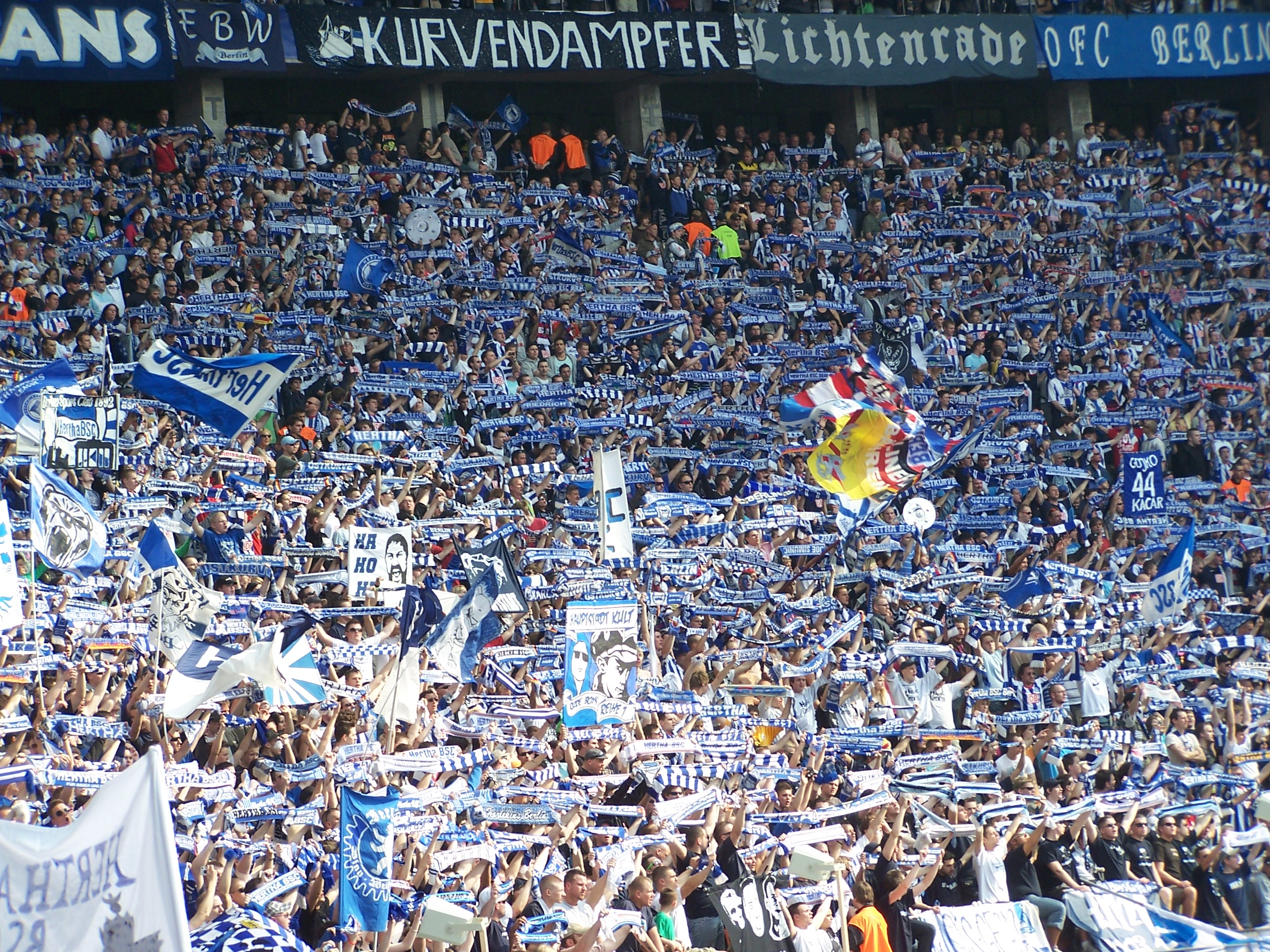
Поддержка трибун на «Олимпиаштадион»

Сезон 2014/2015 начался для «Герты» крайне неудачно. Большую часть сезона команда находилась либо в зоне вылета, либо в фатальной близости от неё. 5 февраля 2015 года после домашнего поражения от леверкузенского «Байера» со счётом (0:1) пост главного тренера команды покинул Йос Лухукай, тренировавший команду почти 3 года. На пост главного тренера «Герты» был привлечён экс-игрок клуба Паль Дардаи. С приходом нового тренера команда немного пришла в себя, однако до последнего тура не было ясно останется ли «Герта» в Бундеслиге или нет. В последнем туре «Герта» на выезде встречалась с «Хоффенхаймом» и проиграла 2:1. Счёт открыли хозяева: на 7-й минуте отличился Антони Модест. Берлинцы отыгрались в середине второго тайма. Мяч в ворота «Хоффенхайма» забил Рой Беренс. Однако радость была недолгой. На 80-й минуте победу хозяевам принёс точный удар Роберто Фирмино. «Герте» оставалось ждать результатов матчей своих прямых конкурентов. «Штутгарт», «Ганновер» и «Гамбург» выиграли свои матчи у «Падерборна», «Фрайбурга» (оба матча 2:1) и «Шальке 04» (2:0) соответственно. В итоге количество очков у «Гамбурга» и «Герты» сравнялось (по 35), однако по разнице мячей «Герта» стояла выше. Как итог — 15-е, спасительное место сохранило прописку берлинцев в Бундеслиге.
Первый круг сезона 2015/16 «Герта» завершила на высоком 3-м месте, всерьёз претендуя на медали. Однако, уже по итогам второго круга, начала стремительно терять преимущество, завершив сезон лишь на 7 месте. В рамках Кубка Германии «Герте» удалось дойти до полуфинала турнира, в котором она уступила «Боруссии Дортмунд», с которой берлинский клуб конкурировал в то время. «Герта» получила право побороться за участие в Лиге Европы, но неожиданно уступила датскому «Бронбю» по сумме двух встреч. В сезоне 2016/17 «Герту» ожидал один из самых лучших стартов в Бундеслиге за последние годы, однако во второй половине сезона клуб вновь потерял накопленное преимущество. Заняв 6-е место в чемпионате, «Герта» квалифицировалась в групповой этап Лиги Европы 2017/18.
В сезоне 2021/22 года команда оказалась в кризисе: к 25-му туру она находилась в зоне стыковых матчей. По окончании сезона «Герта» так и осталась на 16-м месте, но переиграв «Гамбург» в двух переходных матчах, клуб остался в лиге. В сезоне 2022/23 клуб, заняв последнее 18-е место, вылетел из Бундеслиги впервые за 10 лет.

## Достижения

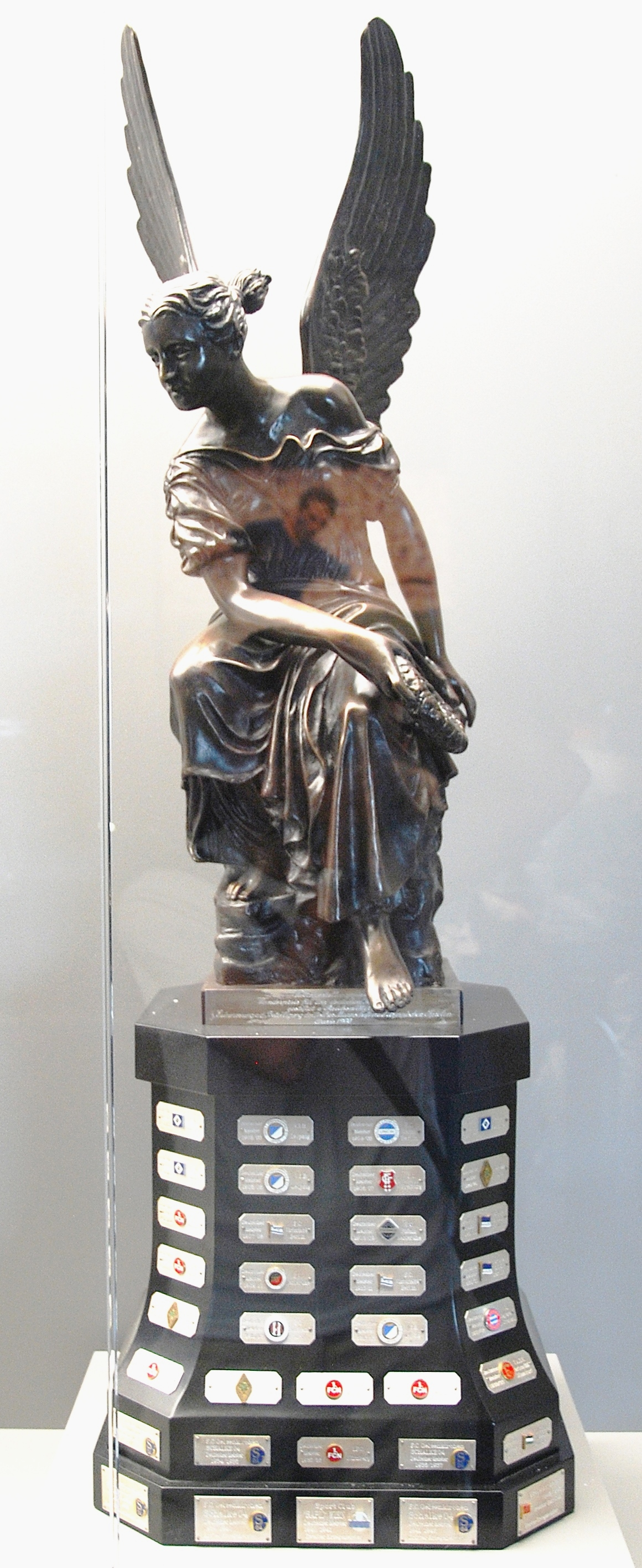
Кубок Чемпиона Германии

### Национальные
- Чемпион Германии
  - Чемпион (2): 1930, 1931
  - Вице-чемпион (5): 1926, 1927, 1928, 1929, 1975
- Кубок Германии
  - Финалист (3): 1977, 1979, 1993
- Кубок немецкой лиги 
  - Обладатель (2): 2001, 2002
  - Финалист: 2000
- Чемпион Второй Бундеслиги
  - Чемпион (3): 1990, 2011, 2013

### Международные
- Кубок УЕФА
  - Полуфиналист: 1979
- Кубок Интертото
  - Обладатель: 2006

### Региональные
- Чемпионат Бранденбурга
  - Чемпион (12): 1906, 1915, 1917, 1918, 1925, 1926, 1927, 1928, 1929, 1930, 1931, 1933
  - Вице-чемпион (2): 1914, 1916
- Региональная лига Берлина
  - Чемпион (3): 1966, 1967, 1968
- Любительская Оберлига Берлина
  - Чемпион (3): 1949, 1987, 1988
- Оберлига Берлина
  - Чемпион (3): 1957, 1961, 1963
  - Вице-чемпион (2): 1960, 1962
- Гаулига Берлин-Бранденбург
  - Чемпион (3): 1935, 1937, 1944
  - Вице-чемпион (4): 1934, 1938, 1939, 1941

## Текущий состав
| 1  | Флаг Германии    | Вр  | Тьярк Эрнст       | 2003 |  |  |  |  |  |
| 13 | Флаг Германии    | Вр  | Роберт Квазигрох  | 2004 |  |  |  |  |  |
| 35 | Флаг Германии    | Вр  | Мариус Герсбек    | 1995 |  |  |  |  |  |
| 43 | Флаг Германии    | Вр  | Тим Голлер        | 2005 |  |  |  |  |  |
|    |                  |     |                   |      |  |  |  |  |  |
| 2  | Флаг Германии    | Защ | Юлиан Айчбергер   | 1998 |  |  |  |  |  |
| 3  | Флаг Уругвая     | Защ | Агустин Рохель    | 1997 |  |  |  |  |  |
| 25 | Флаг США         | Защ | Джон Брукс        | 1993 |  |  |  |  |  |
| 27 | Флаг Германии    | Защ | Никлас Кольбе     | 1996 |  |  |  |  |  |
| 31 | Флаг Венгрии     | Защ | Мартон Дардаи     | 2002 |  |  |  |  |  |
| 33 | Флаг Польши      | Защ | Михал Карбовник   | 2001 |  |  |  |  |  |
| 37 | Флаг Германии    | Защ | Тони Ляйстнер     | 1990 |  |  |  |  |  |
| 41 | Флаг Германии    | Защ | Паскаль Клеменс   | 1997 |  |  |  |  |  |
| 42 | Флаг Нидерландов | Защ | Дейовайсио Зефёйк | 1998 |  |  |  |  |  |
| 44 | Флаг Германии    | Защ | Линус Гехтер      | 1997 |  |  |  |  |  |
| 46 | Флаг Германии    | Защ | Тим Хоффман       | 2005 |  |  |  |  |  |
|    |                  |     |                   |      |  |  |  |  |  |
| 5  | Флаг Германии    | ПЗ  | Леон Йенсен       | 1997 |  |  |  |  |  |

| 6  | Флаг Германии | ПЗ  | Диего Демме                                | 1991 |  |  |  |  |  |
| 8  | Флаг Германии | ПЗ  | Кевин Сесса                                | 2000 |  |  |  |  |  |
| 10 | Флаг Франции  | ПЗ  | Микаэль Кюизанс                            | 1999 |  |  |  |  |  |
| 14 | Флаг Германии | ПЗ  | Морис Краттенмахер (в аренде из «Баварии») | 2005 |  |  |  |  |  |
| 21 | Флаг Германии | ПЗ  | Борис Мамуза Лум                           | 2007 |  |  |  |  |  |
| 23 | Флаг Германии | ПЗ  | Кеннет Айхгорн                             | 2009 |  |  |  |  |  |
| 29 | Флаг Албании  | ПЗ  | Дион Айвази                                | 2004 |  |  |  |  |  |
| 30 | Флаг Германии | ПЗ  | Пауль Сегуин                               | 1995 |  |  |  |  |  |
|    | Флаг Швеции   | ПЗ  | Билаль Хуссейн                             | 2000 |  |  |  |  |  |
|    |               |     |                                            |      |  |  |  |  |  |
| 9  | Флаг Польши   | Нап | Давид Ковнацкий (в аренде из «Вердера»)    | 1997 |  |  |  |  |  |
| 11 | Флаг Германии | Нап | Фабиан Резе (капитан)                      | 1997 |  |  |  |  |  |
| 17 | Флаг Дании    | Нап | Себастьян Грённинг                         | 1997 |  |  |  |  |  |
| 18 | Флаг Германии | Нап | Лука Шулер                                 | 1999 |  |  |  |  |  |
| 22 | Флаг Германии | Нап | Мартен Винклер                             | 2002 |  |  |  |  |  |
| 24 | Флаг Исландии | Нап | Йоун Дагюр Торстейнссон                    | 1998 |  |  |  |  |  |

### Игроки в аренде
| \| № \| \| Поз. \| Имя \| Год рождения \| \| -- \| \| ---- \| ------------------------------------------------------- \| ------------ \| \| 26 \| \| Нап \| Густав Кристенсен (в «Ингольштадте 04» до 30 июня 2026) \| 2004 \| |            |      |                                                         |              |
| № |            | Поз. | Имя                                                     | Год рождения |
| 26 | Флаг Дании | Нап  | Густав Кристенсен (в «Ингольштадте 04» до 30 июня 2026) | 2004         |

## Стадион

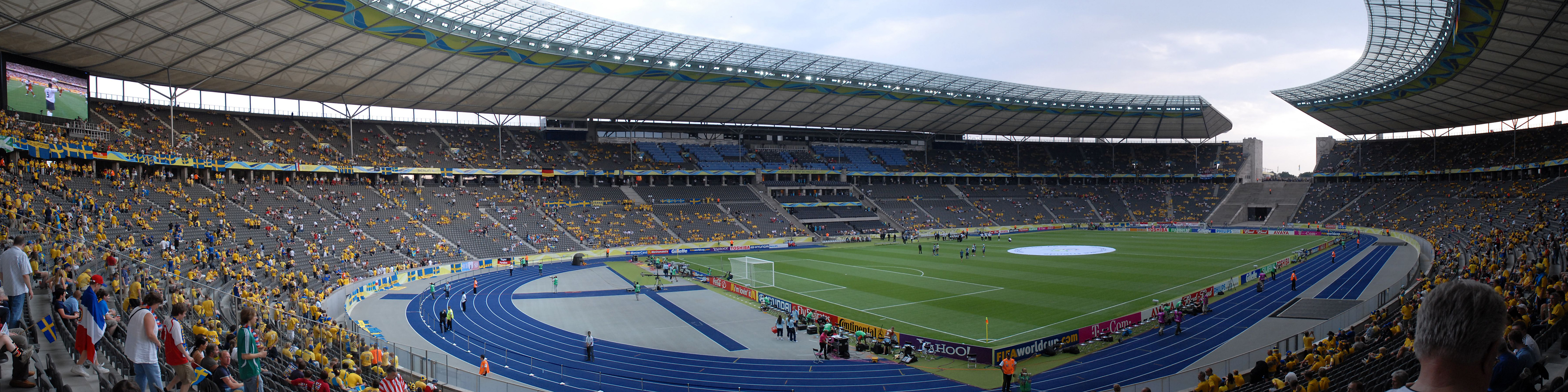
Панорама «Олимпиаштадиона»

Берлинский «Олимпиаштадион» первоначально был построен для XI Летних Олимпийских игр по проекту архитектора Вернера Марха. В 1936 году на арене состоялась организованная германским правительством грандиозная церемония открытия Олимпийских игр, которая впервые транслировалась по телевидению в прямом эфире, а олимпийские соревнования на стадионе стали материалом для создания шедевра кинодокументалистики — фильма Лени Рифеншталь «Олимпия». Во время Второй Мировой Войны существенно пострадал из-за авиаударов союзников. Буквально отстроен в первой половине 60-х годов. С 1965 года является домашней ареной берлинской «Герты», и сердцем спортивной жизни города. В первые годы существования Бундеслиги — так назывался новый национальный чемпионат ФРГ — каждый матч берлинской «Герты» собирал до 70 000 болельщиков. Является одним из самых больших стадионов Германии.
При «Герте» стадион реконструировался дважды. Первый раз к чемпионату мира 1974 года. Арена приняла три матча группового турнира — все с участием сборной Чили. Включение «Олимпиаштадиона» усилиями руководителя Немецкого футбольного союза Хермана Нойбергера в программу чемпионата мира вызвало политическую напряжённость между странами восточного и западного лагеря. Второй раз «Олимпиаштадион» реконструировался перед чемпионатом мира 2006 года. Все работы завершились за год до первенства и обошлись в сумму 242 млн евро. «Олимпиаштадиону» было доверено провести самый важный матч турнира — финал. Помимо матчей чемпионата мира, 6 июня 2015 года стадион принимал финальный матч Лиги чемпионов УЕФА, в котором «Барселона» победила «Ювентус» со счётом 3:1, а также ряд матчей сборной Германии по футболу. 26 июня 2011 года на стадионе прошёл матч открытия чемпионата мира по футболу среди женских команд. Германия обыграла Канаду со счётом 2:1. Это был единственный матч чемпионата, сыгранный на Олимпийском стадионе.
«Олимпиаштадион» может принимать легкоатлетические соревнования. Так с 15 по 23 августа 2009 года на стадионе проходил XII чемпионат мира по лёгкой атлетике.

### Новый стадион

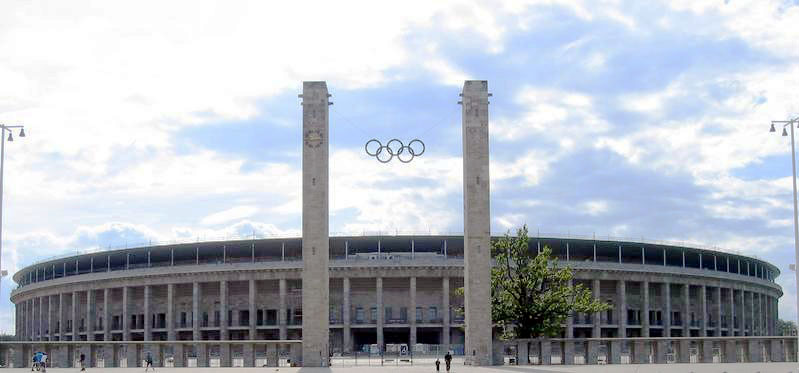
Вход на «Олимпиаштадион»

23 мая 2016 года было подтверждено, что «Герта» будет продолжать играть свои домашние матчи на «Олимпиаштадионе» до 2025 года. 30 марта 2017 года клуб объявил о своих намерениях построить новый стадион на 55 000 мест, который будет готов к 2025 году. Своё решение клуб аргументировал тем, что «Олимпиаштадион» стал большим для «Герты», и больше подходит для крупных международных турниров или для национальной сборной. Также основным аргументом руководства клуба было то, что «Герте» нужна своя собственная арена. Данная идея была принята болельщиками клуба неоднозначно, а с провалом планов на строительство стадиона недалеко от «Олимпиаштадиона», и вовсе потеряла поддержку ввиду значительной отдалённости предполагаемых участков для строительства от центра города.

## Эволюция эмблемы

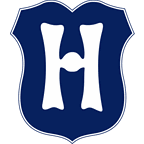
1892 — 1923
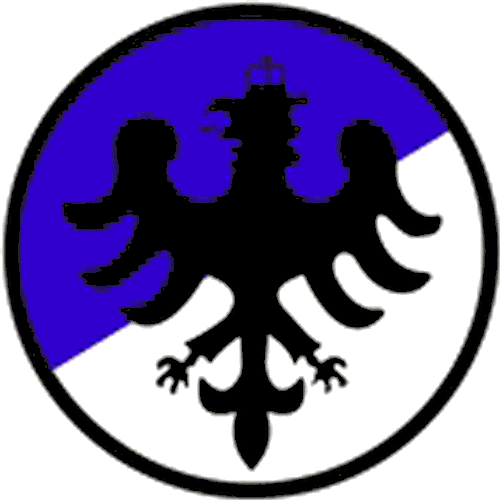
1923–1931
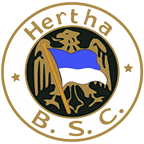
1931 — 1933
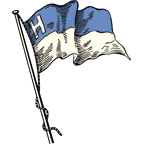
1933 — 1948
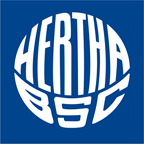
1960 — 1968
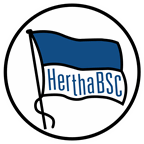
1968 — 1974
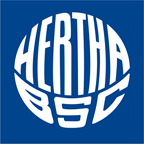
1974 — 1987
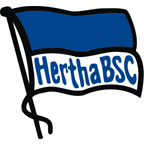
1987 — 1995
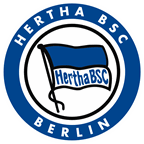
1995 — 2012
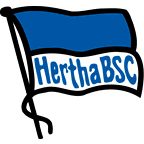
2012 — н. в.

## Дерби и болельщики

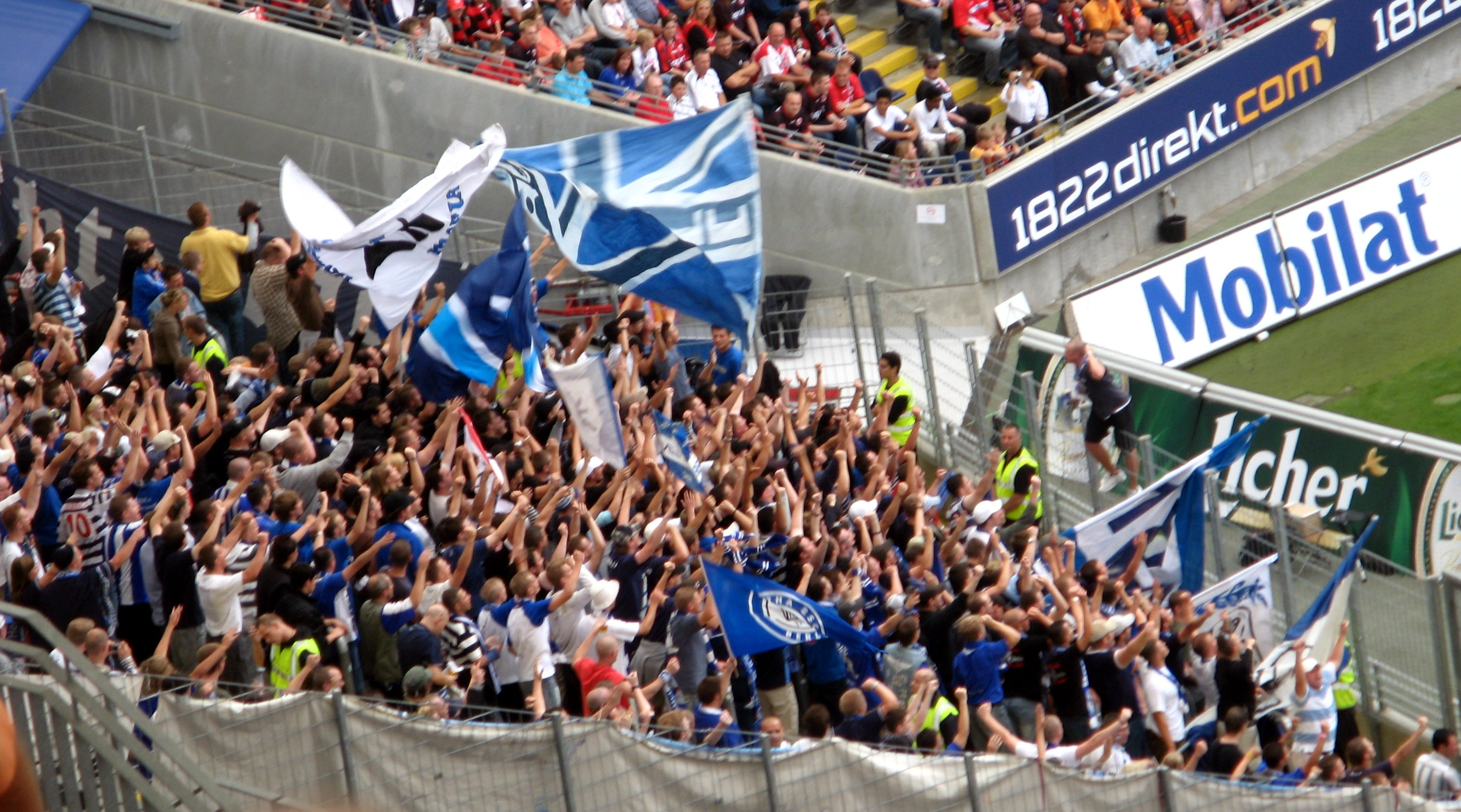
Болельщики «Герты» на трибунах «Вильдпарка»

У «Герты» есть два главных дерби в рамках Берлинских противостояний, это матчи с клубом «Унион» и, ранее, с «Теннис-Боруссией».
Болельщики «Герты» имеют давнюю дружбу с болельщиками «Карлсруэ». Всё началось 14 августа 1976 года, во время выезда берлинцев в Карлсруэ. Болельщикам «Герты» оказали довольно тёплый приём и пригласили вместе смотреть матч на «Вильдпарке». Несмотря на поражение «Карлсруэ», местные болельщики от души праздновали вместе с гостями. С тех пор подобная, дружеская атмосфера сопровождала каждую встречу этих команд. Также благодаря дружбе с «Карлсруэ», болельщики «Герты» начали поддерживать хорошие отношения с болельщиками французского «Страсбура». В 70-е и 80-е годы, несмотря на разделяющую город стену, болельщики «Герты» поддерживали хорошие отношения с болельщиками другой берлинской команды «Унион». После объединения Германии эта дружба вскоре исчезла из-за конкуренции двух берлинских клубов. В 80-е годы болельщики «Герты» дружили с некоторыми фанатами мюнхенской «Баварии», однако со временем эта дружба закончилась.
Из-за своего долгого, замкнутого статуса, приезжавшие на выезд болельщики «Герты» нередко пользовались уважением и хорошим отношением со стороны болельщиков других команд ФРГ. Особо больших противостояний на данный момент клуб не имеет. Главным принципиальным соперником «Герты» является другой берлинский клуб − «Унион». Менее значимое соперничество имеется с «Шальке 04», «Энерги» и «Ганзой», а также из-за дружбы с «Карлсруэ»: с «Штутгартом», и его самым большим соперником — франкфуртским «Айнтрахтом».

## Статистика выступлений
| Сезон   | Дивизион          | Место | Кубок |
| ------- | ----------------- | ----- | ----- |
| 1963/64 | Бундеслига        | 14-е  | 1/2   |
| 1964/65 | Бундеслига        | 14-е  | 1/16  |
| 1965/66 | Вторая Бундеслига | 1-е   |       |
| 1966/67 | Вторая Бундеслига | 1-е   | 1/16  |
| 1967/68 | Вторая Бундеслига | 1-е   | 1/4   |
| 1968/69 | Бундеслига        | 14-е  | 1/16  |
| 1969/70 | Бундеслига        | 3-е   | 1/4   |
| 1970/71 | Бундеслига        | 3-е   | 1/8   |
| 1971/72 | Бундеслига        | 6-е   | 1/16  |
| 1972/73 | Бундеслига        | 13-е  | 1/4   |
| 1973/74 | Бундеслига        | 8-е   | 1/8   |
| 1974/75 | Бундеслига        | 2-е   | 1/64  |
| 1975/76 | Бундеслига        | 11-е  | 1/2   |
| 1976/77 | Бундеслига        | 10-е  | Финал |
| 1977/78 | Бундеслига        | 3-е   | 1/4   |
| 1978/79 | Бундеслига        | 14-е  | Финал |
| 1979/80 | Бундеслига        | 16-е  | 1/16  |
| 1980/81 | Вторая Бундеслига | 3-е   | 1/2   |
| 1981/82 | Вторая Бундеслига | 2-е   | 1/16  |
| 1982/83 | Бундеслига        | 18-е  | 1/4   |
| 1983/84 | Вторая Бундеслига | 11-е  | 1/8   |
| 1984/85 | Вторая Бундеслига | 14-е  | 1/8   |
| 1985/86 | Вторая Бундеслига | 17-е  | 1/32  |
| 1986/87 | Оберлига          | 1-е   | 1/32  |
| 1987/88 | Оберлига          | 1-е   | 1/16  |
| 1988/89 | Вторая Бундеслига | 13-е  |       |

| Сезон   | Дивизион          | Место | Кубок |
| ------- | ----------------- | ----- | ----- |
| 1989/90 | Вторая Бундеслига | 1-е   | 1/32  |
| 1990/91 | Бундеслига        | 18-е  | 1/16  |
| 1991/92 | Вторая Бундеслига | 3-е   | 1/64  |
| 1992/93 | Вторая Бундеслига | 5-е   | Финал |
| 1993/94 | Вторая Бундеслига | 11-е  | 1/32  |
| 1994/95 | Вторая Бундеслига | 11-е  | 1/32  |
| 1995/96 | Вторая Бундеслига | 14-е  | 1/16  |
| 1996/97 | Вторая Бундеслига | 3-е   | 1/16  |
| 1997/98 | Бундеслига        | 11-е  | 1/16  |
| 1998/99 | Бундеслига        | 3-е   | 1/8   |
| 1999/00 | Бундеслига        | 6-е   | 1/8   |
| 2000/01 | Бундеслига        | 5-е   | 1/16  |
| 2001/02 | Бундеслига        | 4-е   | 1/4   |
| 2002/03 | Бундеслига        | 5-е   | 1/32  |
| 2003/04 | Бундеслига        | 12-е  | 1/8   |
| 2004/05 | Бундеслига        | 4-е   | 1/32  |
| 2005/06 | Бундеслига        | 6-е   | 1/8   |
| 2006/07 | Бундеслига        | 10-е  | 1/4   |
| 2007/08 | Бундеслига        | 10-е  | 1/16  |
| 2008/09 | Бундеслига        | 4-е   | 1/16  |
| 2009/10 | Бундеслига        | 18-е  | 1/16  |
| 2010/11 | Вторая Бундеслига | 1-е   | 1/16  |
| 2011/12 | Бундеслига        | 16-е  | 1/4   |
| 2012/13 | Вторая Бундеслига | 1-е   | 1/32  |
| 2013/14 | Бундеслига        | 11-е  | 1/16  |
| 2014/15 | Бундеслига        | 15-е  | 1/16  |

| Сезон   | Дивизион   | Место | Кубок |
| ------- | ---------- | ----- | ----- |
| 2015/16 | Бундеслига | 7-е   | 1/2   |
| 2016/17 | Бундеслига | 6-е   | 1/8   |
| 2017/18 | Бундеслига | 10-е  | 1/16  |
| 2018/19 | Бундеслига | 11-е  | 1/8   |
| 2019/20 | Бундеслига | 10-е  | 1/8   |
| 2020/21 | Бундеслига | 14-е  | 1/32  |
| 2021/22 | Бундеслига | 16-е  | 1/8   |
| 2022/23 | Бундеслига | 18-е  | 1/32  |

## Еврокубки
| Сезон     | Соревнование        | Раунд                         | Клуб                 | Домашняя | Выездная | Общий счёт |  | Ссылки |
| --------- | ------------------- | ----------------------------- | -------------------- | -------- | -------- | ---------- |  | ------ |
| 1971/72   | Кубок УЕФА          | Первый раунд                  | Эльфсборг            | 3-1      | 4-1      | 7-2        |  | [ 26 ] |
| 1971/72   | Кубок УЕФА          | Второй раунд                  | Милан                | 2-1      | 2-4      | 4-5        |  | [ 26 ] |
| 1975/76   | Кубок УЕФА          | Первый раунд                  | ХИК                  | 4-1      | 2-1      | 6-2        |  | [ 27 ] |
| 1975/76   | Кубок УЕФА          | Второй раунд                  | Аякс                 | 1-0      | 1-4      | 2-4        |  | [ 27 ] |
| 1978/79   | Кубок УЕФА          | Первый раунд                  | Ботев                | 0-0      | 2-1      | 2-1        |  | [ 28 ] |
| 1978/79   | Кубок УЕФА          | Второй раунд                  | Динамо               | 2-0      | 0-1      | 2-1        |  | [ 28 ] |
| 1978/79   | Кубок УЕФА          | Третий раунд                  | Эсбьерг              | 4-0      | 1-2      | 5-2        |  | [ 28 ] |
| 1978/79   | Кубок УЕФА          | Четвертьфинал                 | Дукла (Прага)        | 1-1      | 2-1      | 3-2        |  | [ 28 ] |
| 1978/79   | Кубок УЕФА          | Полуфинал                     | Црвена звезда        | 2-1      | 0-1      | 2-2 (a)    |  | [ 28 ] |
| 1999-2000 | Лига чемпионов УЕФА | Третий квалификационный раунд | Анортосис            | 2-0      | 0-0      | 2-0        |  | [ 29 ] |
| 1999-2000 | Лига чемпионов УЕФА | Первый групповой этап         | Галатасарай          | 1-4      | 2-2      | 2-е        |  | [ 29 ] |
| 1999-2000 | Лига чемпионов УЕФА | Первый групповой этап         | Челси                | 2-1      | 0-2      | 2-е        |  | [ 29 ] |
| 1999-2000 | Лига чемпионов УЕФА | Первый групповой этап         | Милан                | 1-0      | 1-1      | 2-е        |  | [ 29 ] |
| 1999-2000 | Лига чемпионов УЕФА | Второй групповой этап         | Барселона            | 1-1      | 1-3      | 4-е        |  | [ 29 ] |
| 1999-2000 | Лига чемпионов УЕФА | Второй групповой этап         | Порту                | 0-1      | 0-1      | 4-е        |  | [ 29 ] |
| 1999-2000 | Лига чемпионов УЕФА | Второй групповой этап         | Спарта (Прага)       | 1-1      | 0-1      | 4-е        |  | [ 29 ] |
| 2000-01   | Кубок УЕФА          | Первый раунд                  | Зимбру               | 2-0      | 2-1      | 4-1        |  | [ 30 ] |
| 2000-01   | Кубок УЕФА          | Второй раунд                  | Амика                | 3-1      | 1-1      | 4-2        |  | [ 30 ] |
| 2000-01   | Кубок УЕФА          | Третий раунд                  | Интернационале       | 0-0      | 1-2      | 1-2        |  | [ 30 ] |
| 2001-02   | Кубок УЕФА          | Первый раунд                  | Вестерло             | 1-0      | 2-0      | 3-0        |  | [ 31 ] |
| 2001-02   | Кубок УЕФА          | Второй раунд                  | Викинг               | 2-0      | 1-0      | 3-0        |  | [ 31 ] |
| 2001-02   | Кубок УЕФА          | Третий раунд                  | Серветт              | 0-0      | 0-3      | 0-3        |  | [ 31 ] |
| 2002-03   | Кубок УЕФА          | Первый раунд                  | «Абердин»            | 1-0      | 0-0      | 1-0        |  | [ 32 ] |
| 2002-03   | Кубок УЕФА          | Второй раунд                  | АПОЭЛ                | 4-0      | 1-0      | 5-0        |  | [ 32 ] |
| 2002-03   | Кубок УЕФА          | 1/32                          | Фулхэм               | 2-1      | 0-0      | 2-1        |  | [ 32 ] |
| 2002-03   | Кубок УЕФА          | 1/16                          | Боавишта             | 3-2      | 0-1      | 3-3 (a)    |  | [ 32 ] |
| 2003-04   | Кубок УЕФА          | Первый раунд                  | Дискоболия           | 0-1      | 0-0      | 0-1        |  | [ 33 ] |
| 2005-06   | Кубок УЕФА          | Первый раунд                  | АПОЭЛ                | 3-1      | 1-0      | 4-1        |  | [ 34 ] |
| 2005-06   | Кубок УЕФА          | Групповой этап                | Хальмстад            | н/д      | 1-0      | 3rd        |  | [ 34 ] |
| 2005-06   | Кубок УЕФА          | Групповой этап                | Ланс                 | 0-0      | н/д      | 3rd        |  | [ 34 ] |
| 2005-06   | Кубок УЕФА          | Групповой этап                | «Сампдория»          | н/д      | 0-0      | 3rd        |  | [ 34 ] |
| 2005-06   | Кубок УЕФА          | Групповой этап                | Стяуа                | 0-0      | н/д      | 3rd        |  | [ 34 ] |
| 2005-06   | Кубок УЕФА          | 1/32                          | Рапид                | 0-1      | 0-2      | 0-3        |  | [ 34 ] |
| 2006-07   | Кубок Интертото     | Третий раунд                  | ФК Москва            | 0-0      | 2-0      | 2-0        |  | [ 35 ] |
| 2006-07   | Кубок УЕФА          | Второй квалификационный раунд | Амери                | 1-0      | 2-2      | 3-2        |  | [ 36 ] |
| 2006-07   | Кубок УЕФА          | Первый раунд                  | Оденсе               | 2-2      | 0-1      | 2-3        |  | [ 36 ] |
| 2008-09   | Кубок УЕФА          | Первый квалификационный раунд | Нистру (Отачь)       | 8-1      | 0-0      | 8-1        |  | [ 37 ] |
| 2008-09   | Кубок УЕФА          | Второй квалификационный раунд | Интерблок            | 1-0      | 2-0      | 3-0        |  | [ 37 ] |
| 2008-09   | Кубок УЕФА          | Первый раунд                  | Сент-Патрикс Атлетик | 2-0      | 0-0      | 2-0        |  | [ 37 ] |
| 2008-09   | Кубок УЕФА          | Групповой этап                | Бенфика              | 1-1      | н/д      | 5-е        |  | [ 37 ] |
| 2008-09   | Кубок УЕФА          | Групповой этап                | Металлист            | н/д      | 0-0      | 5-е        |  | [ 37 ] |
| 2008-09   | Кубок УЕФА          | Групповой этап                | Галатасарай          | 0-1      | н/д      | 5-е        |  | [ 37 ] |
| 2008-09   | Кубок УЕФА          | Групповой этап                | «Олимпиакос»         | н/д      | 0-4      | 5-е        |  | [ 37 ] |
| 2009-10   | Лига Европы         | Плей-офф раунд                | Брондбю              | 3-1      | 1-2      | 4-3        |  | [ 38 ] |
| 2009-10   | Лига Европы         | Групповой этап                | Спортинг             | 1-0      | 0-1      | 2-е        |  | [ 38 ] |
| 2009-10   | Лига Европы         | Групповой этап                | Херенвен             | 0-1      | 3-2      | 2-е        |  | [ 38 ] |
| 2009-10   | Лига Европы         | Групповой этап                | ФК «Вентспилс»       | 1-1      | 1-0      | 2-е        |  | [ 38 ] |
| 2009-10   | Лига Европы         | 1/32                          | Бенфика              | 1-1      | 0-4      | 1-5        |  | [ 38 ] |
| 2016-17   | Лига Европы         | Плей-офф раунд                | Брондбю              | 1-0      | 1-3      | 2-3        |  | [ 39 ] |
| 2017-18   | Лига Европы         | Групповой этап                | Атлетик Бильбао      | 0 — 0    | 2 — 3    | 4-е        |  |        |
| 2017-18   | Лига Европы         | Групповой этап                | Эстерсунд            | 0 — 1    | 1 — 1    | 4-е        |  |        |
| 2017-18   | Лига Европы         | Групповой этап                | Заря (Луганск)       | 1 — 2    | 2 — 0    | 4-е        |  |        |

## Тренерский штаб
| Должность                           | Имя              |
| ----------------------------------- | ---------------- |
| Главный тренер                      | Штефан Ляйтль    |
| Главный тренер резервистов          | Анте Чович       |
| Ассистент тренера резервистов       | Жером Поленц     |
| Тренер вратарей резервистов         | Марк Регелер     |
| Тренер вратарей резервистов         | Макс Штайнборн   |
| Тренер по атлетике резервистов      | Марк Риттер      |
| Главный тренер команды до 19 лет    | Оливер Райс      |
| Ассистент тренера команды до 19 лет | Андреас Том      |
| Ассистент тренера команды до 19 лет | Оливер Шрёдер    |
| Тренер вратарей команды до 19 лет   | Нелло Ди Мартино |
| Главный тренер команды до 17 лет    | Штефан Шмидт     |
| Ассистент тренера команды до 17 лет | Бурак Бахар      |
| Тренер вратарей команды до 17 лет   | Керстен Куль     |
| Главный тренер команды до 16 лет    | Рейхан Хасанович |
| Ассистент тренера команды до 16 лет | Йохем Цигерт     |
| Директор молодёжной академии        | Пабло Тиам       |
| Спортивный директор                 | Беньямин Вебер   |
| Главный скаут                       | Свен Кречмер     |

## Состав столетия
Отмечая 111-летие «Герты», болельщикам клуба была дана возможность проголосовать за так называемый «Состав столетия».
| Позиция      | Игрок                | Период              |
| ------------ | -------------------- | ------------------- |
| Вратарь      | Габор Кирай          | 1997—2004           |
| Защитник     | Арне Фридрих         | 2002—2010           |
| Защитник     | Людвиг Маллер        | 1972—1975           |
| Защитник     | Уве Кляйнманн        | 1974—1980           |
| Защитник     | Эйёульфюр Сверриссон | 1995—2003           |
| Полузащитник | Хьетиль Рекдаль      | 1997—2000           |
| Полузащитник | Ханне Собек          | 1924—1945           |
| Полузащитник | Эрих Бер             | 1971—1979           |
| Полузащитник | Марселиньо Параиба   | 2001—2006           |
| Нападающий   | Аксель Крузе         | 1989—1991 1996—1998 |
| Нападающий   | Михаэль Прец         | 1996—2003           |
| Запасные     |                      |                     |
| Вратарь      | Норберт Нигбур       | 1976—1979           |
| Защитник     | Ханс Вейнер          | 1972—1979 1982—1986 |
| Защитник     | Отто Рехагель        | 1962—1966           |
| Нападающий   | Лоренц Хорр          | 1969—1977           |
| Нападающий   | Карл-Хайнц Гранитца  | 1976—1979           |